# Archips alberta
Archips alberta is een vlinder uit de familie van de bladrollers (Tortricidae). De wetenschappelijke naam van de soort is, als Tortrix alberta, voor het eerst geldig gepubliceerd in 1923 door James Halliday McDunnough.

## Type
- holotype: "male. viii.1960. leg. J. Hecq."
- instituut: CNC, Ottawa, Ontario, Canada.
- typelocatie: "Canada, Alberta, Nordegg"